# Nomadka żółtawa
Nomadka żółtawa (Pantala flavescens) – gatunek ważki z rodziny ważkowatych (Libellulidae). Występuje na wszystkich kontynentach, oprócz Antarktydy, choć w Europie jest rzadki. Jest to gatunek migrujący.
W Polsce po raz pierwszy zaobserwowany w czerwcu 2016 roku w Nasutowie koło Lublina. W sierpniu 2020 roku na Jeziorze Rakutowskim (okolice Włocławka) odnotowano pierwszy sukces rozrodczy tego gatunku.